# Deftones

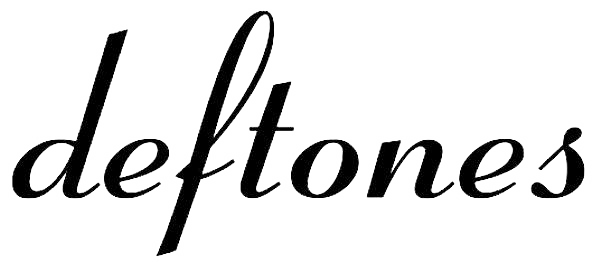
Logotyp zespołu

Deftones – amerykański zespół muzyczny wykonujący muzykę z pogranicza rocka i metalu.

## Historia
Zespół pochodzi z Sacramento. Moreno, Carpenter i Cunningham to przyjaciele z jednego liceum, którzy w 1988 roku postanowili założyć zespół. Wkrótce dołączył do nich basista Chi Cheng (został wybrany z powodu posiadania dobrej klasy sprzętu i długich włosów). Podczas sesji nagraniowych trzeciego LP, White Pony, jako oficjalny członek dołącza DJ Frank Delgado (jego sample pojawiały się także na wcześniejszych płytach, np. w intro do piosenki Minus Blindfold na pierwszej płycie zespołu, Adrenaline).
Na początku lat 90. zostali dostrzeżeni przez agentów firmy A&R. Od tego czasu rozpoczęła się ich światowa kariera. Początkowo grywali jako support przed takimi kapelami jak KoRn, Coal Chamber, L7 czy Ozzy Osbourne.
Od 1988 roku basistą grupy był Chi Cheng, który w 2008 roku uległ wypadkowi drogowemu, w wyniku którego przebywał w śpiączce. Od 2008 roku jego zastępcą był Sergio Vega. Chi Cheng zmarł 13 kwietnia 2013.
W 2022 odejście z grupy ogłosił Sergio Vega.

## Muzycy
Skład grupy
- Chino Moreno – wokal (od 1988), gitara (od 1999)
- Abe Cunningham – perkusja (1988-1990, od 1993)
- Stephen Carpenter – gitara (od 1988, przerwa od koncertowania od 2022)
- Fred Sablan - gitara basowa (od. 2025, 2022-2025 jako muzyk koncertowy)
- Frank Delgado – sample, instrumenty klawiszowe (od 1999, 1997-1999 jako muzyk koncertowy)

Obecni muzycy koncertowi
- Lance Jackman - gitara (od 2022, zastępstwo Carpentera)
- Shaun Lopez - gitara (od. 2024, 2024 jako zastępstwo Jackmana)

Byli muzycy
- Dominic Garcia - gitara basowa (1988-1990), perkusja (1990-1991)
- Chi Cheng (zmarły) – gitara basowa (1990–2008)
- Sergio Vega – gitara basowa (2009–2021, zastępstwo na koncertach 1999)
- John Taylor - perkusja (1991-1993)

Byli muzycy koncertowi
- Mark Valencia - gitara (2022, zastępstwo Carpentera)

## Dyskografia

### Albumy
| Rok                            | Album                                                                                             | Pozycja na liście | Pozycja na liście | Pozycja na liście | Pozycja na liście | Pozycja na liście | Pozycja na liście | Pozycja na liście | Pozycja na liście | Pozycja na liście | Pozycja na liście | Pozycja na liście | Pozycja na liście | Pozycja na liście | Certyfikaty                       |
| Rok                            | Album                                                                                             | US                | UK                | AUS               | IRL               | SWI               | AUT               | FRA               | NLD               | BEL               | SWE               | FIN               | NOR               | NZ                | Certyfikaty                       |
| ------------------------------ | ------------------------------------------------------------------------------------------------- | ----------------- | ----------------- | ----------------- | ----------------- | ----------------- | ----------------- | ----------------- | ----------------- | ----------------- | ----------------- | ----------------- | ----------------- | ----------------- | --------------------------------- |
| 1995                           | Adrenaline - Data: 1 października 1995 - Wydawca: Maverick Records/Warner Bros. - Format: CD, LP  | 23                | –                 | –                 | –                 | –                 | –                 | –                 | –                 | –                 | –                 | –                 | –                 | –                 | USA: platyna UK: srebro           |
| 1997                           | Around the Fur - Data: 28 października 1997 - Wydawca: Maverick Records/Warner Bros. - Format: CD | 29                | 56                | –                 | –                 | –                 | –                 | 41                | 99                | –                 | –                 | 32                | –                 | –                 | USA: złoto UK: srebro             |
| 2000                           | White Pony - Data: 20 czerwca 2000 - Wydawca: Maverick Records - Format: CD, LP                   | 3                 | 13                | 2                 | 21                | 68                | 39                | 6                 | 27                | 27                | 35                | 13                | 19                | 14                | USA: platyna CAN: złoto UK: złoto |
| 2003                           | Deftones - Data: 20 maja 2003 - Wydawca: Maverick Records - Format: CD, LP                        | 2                 | 7                 | 4                 | 14                | 19                | 20                | 14                | 22                | 29                | 23                | 9                 | 18                | 2                 | USA: złoto CAN: złoto             |
| 2006                           | Saturday Night Wrist - Data: 31 października 2006 - Wydawca: Maverick Records - Format: CD, LP    | 10                | 33                | 26                | 5                 | 31                | 18                | 33                | 63                | 70                | 35                | 33                | 32                | 8                 |                                   |
| 2010                           | Diamond Eyes - Data: 4 maja 2010 - Wydawca: Reprise Records/Warner Bros. - Format: CD, LP         | 6                 | 26                | 22                | 45                | 11                | 13                | 23                | 55                | 55                | 25                | 12                | 17                | 8                 |                                   |
| 2012                           | Koi No Yokan - Data: 13 listopada 2012 - Wydawca: Reprise Records/Warner Bros. - Format: CD, LP   | 11                | 30                | 16                | –                 | 22                | 26                | 30                | 28                | 51                | –                 | 35                | 34                | 8                 |                                   |
| 2016                           | Gore - Data: 8 kwietnia 2016 - Wydawca: Reprise Records/Warner Bros. - Format: CD, LP             | 2                 | 5                 | 1                 | 17                | 10                | 7                 | 19                | 15                | 18                | 39                | 12                | 32                | 1                 |                                   |
| 2020                           | Ohms - Data: 25 września 2020 - Wydawca: Reprise, Warner Bros. - Format: CD, LP                   |                   |                   |                   |                   |                   |                   |                   |                   |                   |                   |                   |                   |                   |                                   |
| 2025                           | Private Music - Data: 22 sierpnia 2025 - Wydawca: Reprise, Warner Bros. - Format: CD, LP          |                   |                   |                   |                   |                   |                   |                   |                   |                   |                   |                   |                   |                   |                                   |
| „–” pozycja nie była notowana. |                                                                                                   |                   |                   |                   |                   |                   |                   |                   |                   |                   |                   |                   |                   |                   |                                   |

### Minialbumy
| Rok  | Album |
| ---- | --- |

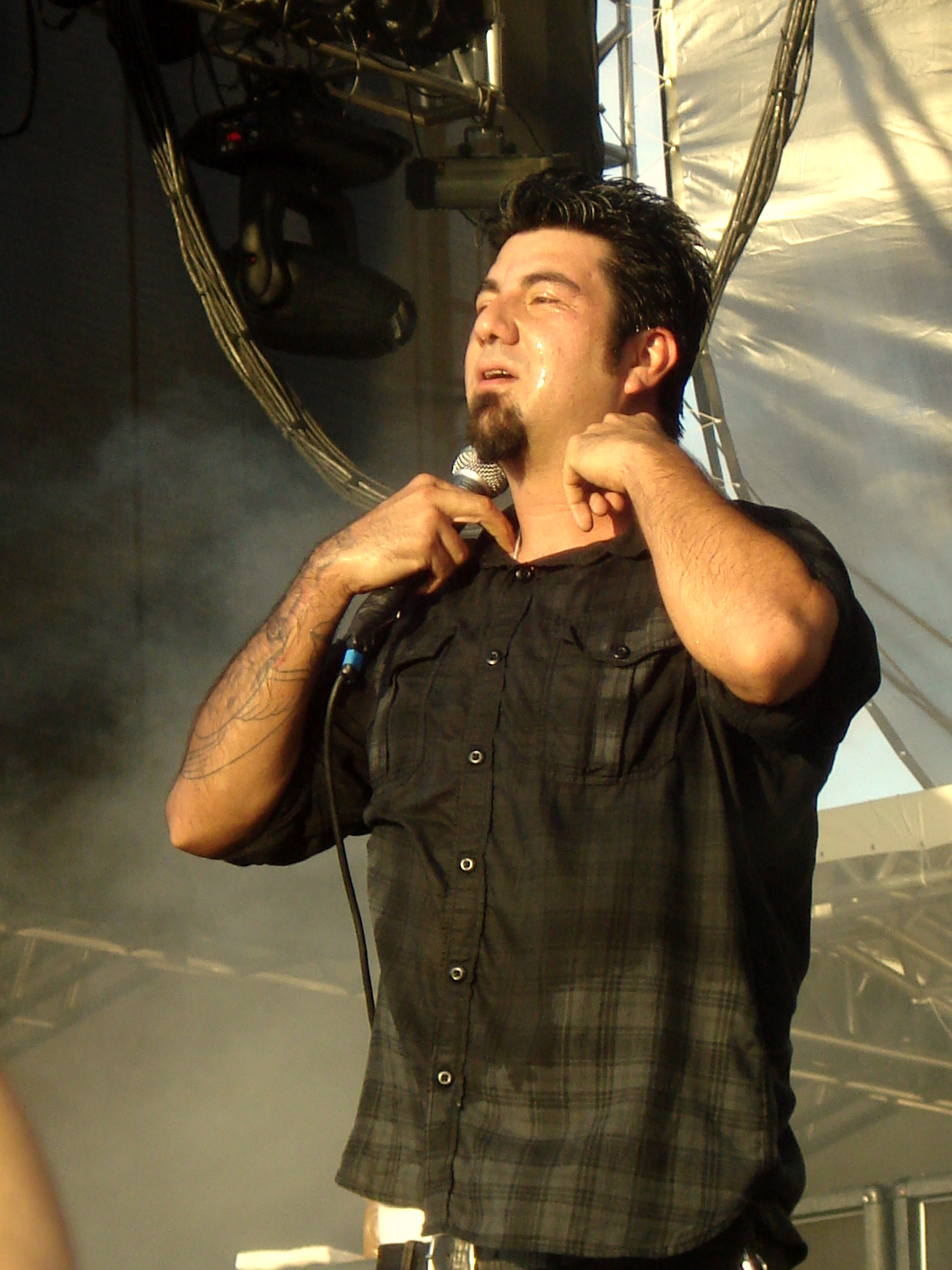
Chino Moreno podczas Maquinária Festival w São Paulo (2009).

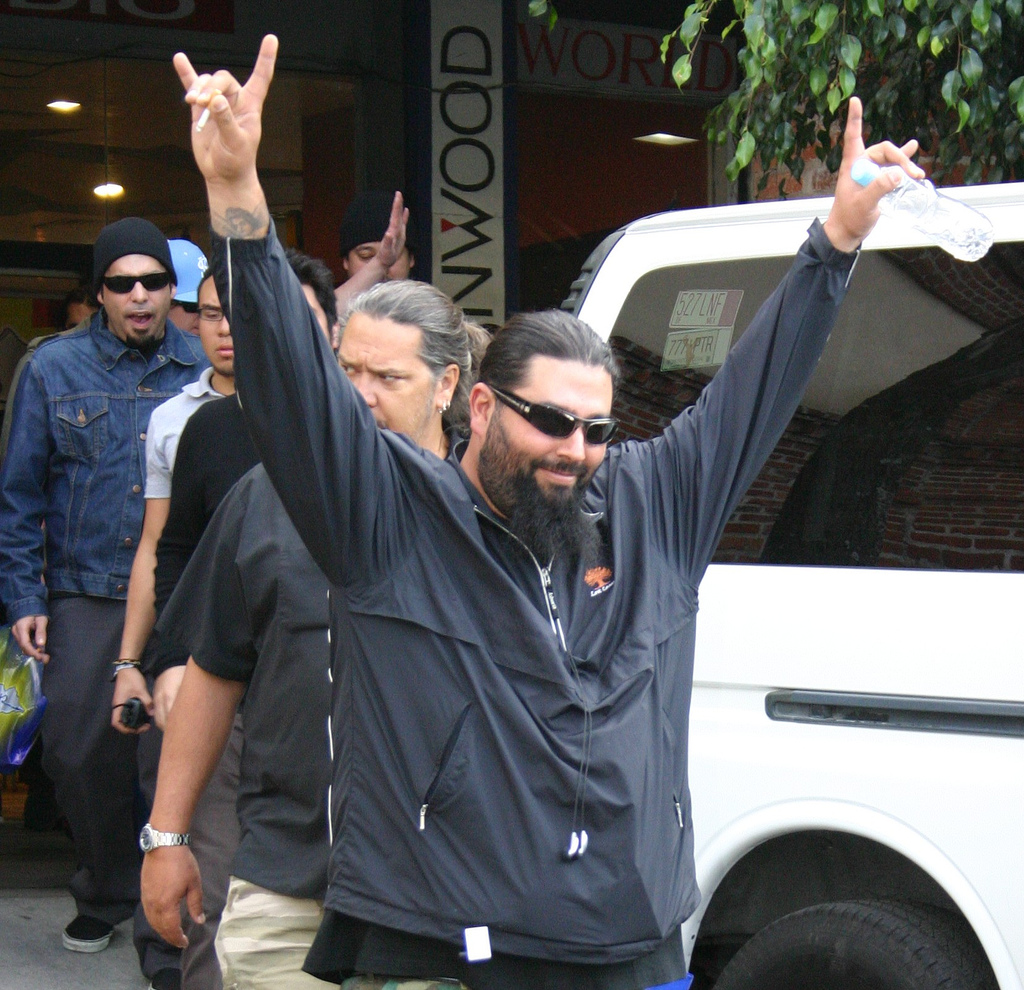
Deftones w 2007 roku. Na pierwszym planie Stephen Carpenter.

| 1998 | Live - Data: 22 czerwca 1999 - Wydawca: Maverick Records/Warner Bros. - Format: CD                       |
| 2001 | Back to School (Mini Maggit) - Data: 12 marca 2001 - Wydawca: Maverick Records/Warner Bros. - Format: CD |

### Single
| Rok                            | Tytuł                            | Pozycja na liście | Pozycja na liście | Pozycja na liście | Pozycja na liście | Pozycja na liście | Album                |
| Rok                            | Tytuł                            | US                | US Alt.           | US Main.          | AUS               | UK                | Album                |
| ------------------------------ | -------------------------------- | ----------------- | ----------------- | ----------------- | ----------------- | ----------------- | -------------------- |
| 1995                           | „7 Words”                        | –                 | –                 | –                 | –                 | –                 | Adrenaline           |
| 1996                           | „Bored”                          | –                 | –                 | –                 | –                 | –                 | Adrenaline           |
| 1997                           | „My Own Summer (Shove It)”       | –                 | –                 | –                 | –                 | 29                | Around the Fur       |
| 1998                           | „Be Quiet and Drive (Far Away)”  | –                 | –                 | 29                | –                 | 50                | Around the Fur       |
| 2000                           | „Change (In the House of Flies)” | 105               | 3                 | 9                 | –                 | 53                | White Pony           |
| 2000                           | „Back to School (Mini Maggit)”   | –                 | 27                | 35                | 26                | 35                | White Pony           |
| 2001                           | „Digital Bath”                   | –                 | 16                | 38                | –                 | –                 | White Pony           |
| 2003                           | „Minerva”                        | 120               | 9                 | 16                | 50                | 15                | Deftones             |
| 2003                           | „Hexagram”                       | –                 | –                 | –                 | –                 | 68                | Deftones             |
| 2006                           | „Hole in the Earth”              | –                 | 18                | 19                | –                 | 69                | Saturday Night Wrist |
| 2007                           | „Mein”                           | –                 | –                 | 40                | –                 | –                 | Saturday Night Wrist |
| 2010                           | "Rocket Skates"                  | –                 | –                 | –                 | –                 | –                 | Diamond Eyes         |
| 2010                           | „Diamond Eyes”                   | –                 | 18                | 15                | –                 | –                 | Diamond Eyes         |
| 2010                           | „Sextape”                        | –                 | –                 | –                 | –                 | –                 | Diamond Eyes         |
| 2010                           | „You’ve Seen the Butcher”        | –                 | –                 | –                 | –                 | –                 | Diamond Eyes         |
| 2012                           | „Leathers”                       | –                 | –                 | –                 | –                 | –                 | Koi No Yokan         |
| 2012                           | „Tempest”                        | –                 | –                 | –                 | –                 | –                 | Koi No Yokan         |
| 2016                           | „Prayers/Triangles”              | –                 | –                 | –                 | –                 | –                 | Gore                 |
| 2016                           | „Doomed User”                    | –                 | –                 | –                 | –                 | –                 | Gore                 |
| 2020                           | Ohms                             | –                 | –                 | –                 | –                 | –                 | Ohms                 |
| 2020                           | Genesis                          | –                 | –                 | –                 | –                 | –                 | Ohms                 |
| „–” pozycja nie była notowana. |                                  |                   |                   |                   |                   |                   |                      |

## Teledyski

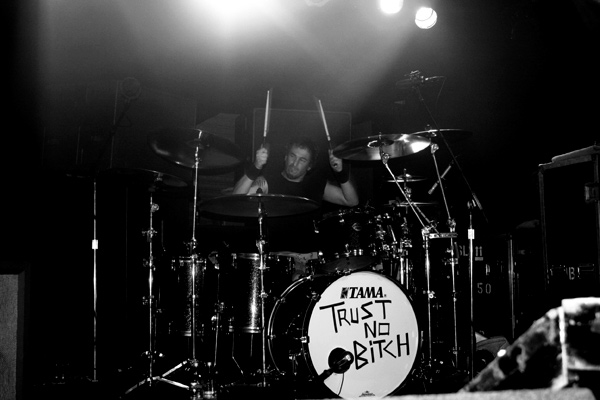
Abe Cunningham (2007)

| Rok  | Tytuł                            | Reżyseria                     |
| ---- | -------------------------------- | ----------------------------- |
| 1995 | „7 Words”                        | Chris Burns                   |
| 1996 | „Bored”                          | Nick Egan                     |
| 1996 | „Engine No. 9"                   | Nick Lambrou                  |
| 1996 | „Root”                           | Nick Lambrou                  |
| 1997 | „My Own Summer (Shove It)”       | Dean Karr                     |
| 1998 | „Be Quiet and Drive (Far Away)”  | Frank W. Ockenfels III        |
| 1998 | „Around the Fur”                 | Russ Busby                    |
| 2000 | „Change (In the House of Flies)” | Liz Friedlander               |
| 2001 | „Digital Bath”                   | Andrew Bennet                 |
| 2001 | „Back to School (Mini Maggit)”   | Paul Hunter                   |
| 2001 | „Street Carp”                    | James Sutton                  |
| 2001 | „White Pony”                     | Shawn M. Foster               |
| 2003 | „Minerva”                        | Paul Fedor                    |
| 2003 | „Hexagram”                       | Darren Doane                  |
| 2003 | „Bloody Cape”                    | James Minchin III             |
| 2003 | „Deftones 2003”                  | Andy Bennet                   |
| 2006 | „Hole in the Earth”              | Brian Lazzaro                 |
| 2007 | „Mein”                           | Bernard Gourley               |
| 2010 | „Rocket Skates”                  | 13thWitness and Kenzo Digital |
| 2010 | „Diamond Eyes”                   | Robert "Roboshobo" Schober    |
| 2010 | „Sextape”                        | Zak Forrest, Chad Liebenguth  |
| 2010 | „You’ve Seen The Butcher”        | Jodeb                         |
| 2013 | „Swerve City”                    | Gus Black                     |
| 2013 | „Swerve City (Tour Version)”     | Ryan Mackfall                 |
| 2013 | „Romantic Dreams”                | Brett Novak                   |
| 2016 | „Prayers/Triangles”              | Charles Bergquist             |
| 2021 | „Ceremony”                       | Leigh Whannell                |

## Nagrody i wyróżnienia
| Rok  | Kategoria                      | Tytułem           | Nagroda                     | Nota      | Źródło |
| ---- | ------------------------------ | ----------------- | --------------------------- | --------- | ------ |
| 2007 | Classic Songwriter             | Deftones          | Kerrang! Awards             | Laur      | [ 42 ] |
| 2013 | Best Guitarist Award           | Stephen Carpenter | Revolver Golden Gods Awards | Nominacja | [ 43 ] |
| 2013 | Best Drummer                   | Abe Cunningham    | Revolver Golden Gods Awards | Nominacja | [ 43 ] |
| 2013 | Paul Gray Best Bassist         | Sergio Vega       | Revolver Golden Gods Awards | Nominacja | [ 43 ] |
| 2013 | Best Vocalist                  | Chino Moreno      | Revolver Golden Gods Awards | Nominacja | [ 43 ] |
| 2013 | Album of the Year              | Koi No Yokan      | Revolver Golden Gods Awards | Laur      | [ 43 ] |
| 2016 | The Lifetime Achievement Award | Deftones          | Kerrang! Awards             | Laur      | [ 44 ] |